# Sönnersttjärnen, Ångermanland
Sönnersttjärnen är en sjö i Örnsköldsviks kommun i Ångermanland och ingår i Husåns huvudavrinningsområde. Sjön har en area på 0,0619 kvadratkilometer och ligger 223,6 meter över havet.

## Delavrinningsområde
Sönnersttjärnen ingår i det delavrinningsområde (706150-165953) som SMHI kallar för Mynnar i Storbäcken. Medelhöjden är 277 meter över havet och ytan är 7,12 kvadratkilometer. Det finns ett avrinningsområde uppströms, och räknas det in blir den ackumulerade arean 7,33 kvadratkilometer. Vattendraget som avvattnar avrinningsområdet har biflödesordning 3, vilket innebär att vattnet flödar genom totalt 3 vattendrag innan det når havet efter 41 kilometer. Avrinningsområdet består mestadels av skog (83 procent). Avrinningsområdet har 0,1 kvadratkilometer vattenytor vilket ger det en sjöprocent på 1,3 procent.